# Michael Seyfried
Michael Seyfried (* 1964 in München) ist ein deutscher Schauspieler und Drehbuchautor.

## Leben und Karriere
Michael Seyfried absolvierte von 1982 bis 1985 seine Schauspielausbildung an der Otto-Falckenberg-Schule in München. Anschließend spielte er an verschiedenen Theatern, unter anderem an den Münchner Kammerspielen und dem Maxim-Gorki-Theater in Berlin.
1989 erhielt er den Förderpreis der Stadt Nürnberg und 1991 das Nürnberg Stipendium.
Michael Seyfried war 2007 Drehbuchautor der RTL Daily-Soap „Ahornallee“ sowie 2010 bis 2012 der ZDF-Produktion „Herzflimmern“. Seit 2012 ist er Mitglied des Autorenteams der Bayern-Soap des Bayerischen Rundfunks „Dahoam is dahoam“.
Seit 2001 ist er auch als Körpersprache-Trainer und Business-Coach tätig.

## Filmografie

### Schauspieler
- 1990: Das schreckliche Mädchen
- 1991: Tatort – Wer zweimal stirbt
- 1992: Tatort – Tod eines Wachmanns
- 1992: Die zweite Heimat – Chronik einer Jugend (Fernsehserie, 4 Folgen)
- 1993: Löwengrube (Fernsehserie, 2 Folgen)
- 1993: Forsthaus Falkenau (Fernsehserie, 1 Folge)
- 1994: Vermisst
- 1995: Die Kommissarin (Fernsehserie, 1 Folge)
- 1995: Wolffs Revier (Fernsehserie, 1 Folge)
- 1995: Il sogno della farfalla
- 1996: 7 auf einen Streich
- 1996: Forsthaus Falkenau (Fernsehserie, 1 Folge)
- 1996: Lindenstraße (Fernsehserie, 3 Folgen)
- 1996: Aus heiterem Himmel (Fernsehserie, 2 Folgen)
- 1996: Tatort – Der Entscheider
- 1997: Der Weg ins Paradies
- 1997: Lautlose Schreie
- 1998: Samt und Seide (Fernsehserie, 1 Folge)
- 1998: Amor
- 1998: Zugriff (Fernsehserie, 1 Folge)
- 2000: Der Unbestechliche (Fernsehserie, 1 Folge)
- 2001: 666 – Traue keinem mit dem du schläfst
- 2002: Café Meineid (Fernsehserie, 1 Folge)
- 2004: The Jewish Toy Merchant
- 2005, 2012: Die Rosenheim-Cops (Fernsehserie, 2 Folgen)

### Drehbuchautor
- 1995: Jede Menge Leben (Fernsehserie, 9 Folgen)
- Seit 2012: Dahoam is Dahoam (Fernsehserie)